# Eerste Slag bij Tobago
De Eerste Slag bij Tobago was van 3 maart tot en met 12 maart 1677 een veroveringspoging van de Franse vloot op de Nederlandse kolonie Nieuw Walcheren op Tobago voor de kust van Venezuela, waarbij commandeur Jacob Binckes met hulp van kapitein Roemer Vlacq een strategische overwinning behaalde en de Fransen terugdreef. Bij de aanval verloren de Nederlanders tien schepen en de Fransen zes. Ook werden twee Franse schepen buitgemaakt. 1500 Fransen en 300 Nederlanders verloren in de slag het leven. Het lagere aantal slachtoffers aan Nederlandse zijde werd vooral veroorzaakt door het feit dat de Nederlandse schepen onderbemand waren als gevolg van ziekten die vooraf aan de slag hun tol hadden geëist.
Negen maanden later zou commandeur Binckes bij de Tweede Slag bij Tobago sneuvelen bij een tweede aanval van een nieuwe Franse vloot. Een Nederlandse poging tot versterking kwam te laat en Tobago viel daarop in Franse handen.